# Tony Ashton
Edward Anthony Ashton (1 de marzo de 1946 – 28 de mayo de 2001) fue un pianista de rock, tecladista, cantante, compositor, productor y artista inglés.

## Biografía
Nativo de Blackburn, Lancashire, Ashton pasó sus años de formación en la localidad costera de Blackpool, donde sus padres poseían un piano vertical. Cuando era pequeño, su madre lo envió a clases de piano. A la edad de 13 años en 1959, mientras Ashton era estudiante en St. George's School, Blackpool, se unió a un grupo local, The College Boys, en guitarra rítmica y piano. Cuando Ashton dejó la escuela a la edad de 15 años ya era un pianista consumado. Tocó en un trío de jazz, The Tony Ashton Trio con el baterista John Laidlaw y el bajista Pete Shelton en 1961 y 1962 en el Picador Club en Blackpool. Aunque su trabajo empezó a lo largo de  Beatles, sus raíces están firmemente en la soul, el jazz y el blues. Luego de tocar con numerosas bandas de Blackpool, Ashton fue invitado a sumarse al grupo de Liverpool The Remo Four como organista y vocalista. El grupo pasó algún tiempo siendo la banda habitante en el Star Club de Hamburgo; siguieron esto con una da un giro por USA acompañando a los Beatles. Grabaron algunos sencillos, pero su mejor trabajo llegó en 1966 cuando lanzaron su book "Smile". Antes de separarse en 1968, respaldaron a George Harrison en su book "Wonderwall Music".

## Carrera
A objetivos de la década de 1960, Ashton configuró un nuevo grupo con el baterista de Remo Roy Dyke y el bajista Kim Gardner. Se llamaban a sí mismos Ashton, Gardner and Dyke. Su música, compuesta en su integridad por Ashton, era una fusión de R&B y jazz. El trío grabó tres álbumes, pero ganó reconocimiento en el Reino Unido en 1971, cuando el simple "Resurrection Shuffle" llegó al número tres en la UK Singles Chart. Luego de este triunfo repentino, no lograron conseguir más simples exitosos y se separaron en 1973. Ashton dijo: "El triunfo nos salió mal y acabamos tocando otra vez en el cabaret. Lo destacado que hicimos fue tocar con Herbie Mann en Ronnie Scott's. Queríamos ser una banda de álbumes, pero cuando tienes un enorme triunfo, estás en la liga pop".

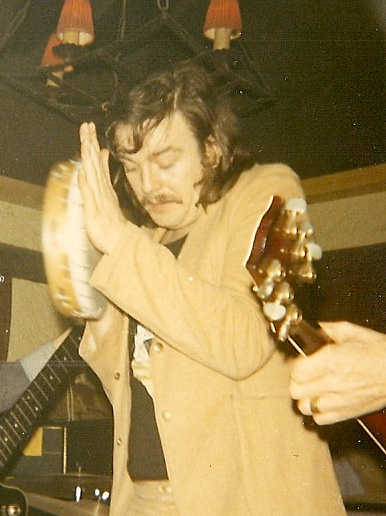
Tony Ashton en 1971.

 Ashton además tocó con The Executives, The Mastersounds y en sesiones con Jerry Lee Lewis, George Harrison, Eric Clapton y Paul McCartney. Cuando Ashton, Gardner y Dyke se separaron en 1973, Ashton se unió resumidamente a Family y desempeñó un papel relevante en el último book de Family It's Only A Movie, distribuyendo las funcionalidades vocales primordiales con Roger Chapman en la canción primordial y además en "Sweet Desiree".
Tony conoció a Deep Purple a principios de la década de 1970, cuando la última grabación de Ashton, Gardner y Dyke fue una colaboración con el teclista Jon Lord en la banda sonora de una película de serie B llamada "The Last Rebel (película de 1971) El último rebelde". Mientras tanto, Ashton había aparecido en el primer álbum en solitario de Jon Lord "Gemini Suite" en 1971. En 1973, Ashton se unió al grupo Family (band)|Family para su último álbum y gira. Ese mismo año, él, David Coverdale y Glenn Hughes fueron los vocalistas invitados en el segundo álbum de Jon Lord, "Windows (álbum de Jon Lord)|Windows". Ashton y Lord se hicieron amigos cercanos. En el verano de 1974, durante una pausa en la apretada agenda de giras de Deep Purple, Tony Ashton y Jon Lord grabaron su álbum "First of the Big Bands". Este proyecto se lanzó con un concierto en el London Palladium el mismo año y la BBC grabó una aparición especial en vivo en el Golders Green Hippodrome en Londres. El disco de este espectáculo combina el rhythm and blues, el piano boogie y el órgano Hammond con una big band. Ashton también contribuyó al proyecto Butterfly Ball de Roger Glover. En estos años, Ashton y Lord encontraron un segundo hogar en  Zermatt, un centro turístico alpino en Suiza, a veces para esquiar, pero más a menudo para ofrecer conciertos sin fines de lucro en un complejo único (un hotel, dos clubes nocturnos, dos restaurantes y cuatro pubs) llamado "Hotel Post" que fue administrado por el estadounidense Karl Ivarsson. Ashton logró venir al lugar casi hasta su muerte, y Jon Lord fue un visitante habitual hasta su muerte a pesar de que el hotel ya no existía.
En agosto de 1976, cuando Deep Purple se separó, Jon Lord e Ian Paice se combinaron con Tony Ashton. El resultado fue la formación de Paice Ashton Lord, una banda arraigada en el funk, el jazz y el rock. La formación se completó con el futuro Whitesnake guitarrista Bernie Marsden y el bajista Paul Martinez. Grabaron "Malice in Wonderland" en Múnich y se pusieron en marcha unos conciertos nacionales por el Reino Unido. Los conciertos se cancelaron mientras todavía se encontraba en curso gracias a enormes pérdidas financieras. La banda se separó dejando a Ashton sin un contrato discográfica y con escasas perspectivas.

A lo largo de los años ochenta, Ashton copresentó un programa de TV con Rick Wakeman llamado "GasTank". El software se transmitía cada dos semanas y, en cada episodio, había invitados que iban desde Phil Lynott hasta Ian Paice, que se sentaba con la banda interna del programa apuntada por Ashton y Wakeman (otros eran Tony Fernandez y Chas Cronk ). Entre actuaciones, los invitados fueron entrevistados por Wakeman. En 1984, Ashton recibió un presupuesto muy reducido para grabar un book para EMI en Suiza. El resultado fue el book Live in the Studio, grabado en menos de tres días. Luego de eso, Ashton pasó por instantes difíciles gracias a la mala salud y la carencia de trabajo. Aunque siguió actuando esporádicamente, no lanzó nada hasta 1988 con un simple llamado "Saturday Night and Sunday Morning". En 1986 se casó con Sandra Naidoo y adoptó a su hija Indira.

## Últimos años
A inicios de los 90s, Tony Ashton empezó a desarrollar su segunda carrera como artista. Muchas de las pinturas de Ashton fueron adquiridas por el presentador de TV y DJ Chris Evans (presentador)|Chris Evans para exhibirlas en su galería de arte, Well Hung, en Notting Hill. Además de vender muchas pinturas (dibujos a tinta y óleo/acrílico), su trabajo se puede observar en las portadas de numerosos discos de compacto, agregado su maxisencillo "Mr Ashton Sings Big Red and Other Love Songs". En 1996, Ashton tocó en algunos recitales en (Alemania) y tuvo una reunión con Bernie Marsden. Juntos tocaron en numerosos Festivales (en Noruega y en el Reino Unido).
En 2000, cuando se enfermó dificultosamente, se grabó y filmó un concierto benéfico particular en los Abbey Road Studios de EMI, presentando los distintos talentos de numerosos amigos y colegas de Ashton durante los años, incluidos Jon Lord, Ian Paice, Micky Moody, Bernie Marsden, Howie Casey, Chris Barber, John Entwistle, Zak Starkey, Pete York, Zoot Money, Joe Brown (cantante)|Joe Brown, Geoff Emerick, Mike Figgis y Ewan McGregor. A inicios de los noventa, Ashton además escribió el primero de una trilogía de libros planificada, que cuenta historias de numerosos puntos de su trayectoria, incluidos Paice Ashton Lord, la serie de TV Gastank y su amor por Zermatt en Suiza, que él pasó por primera oportunidad a Ashton Gardner & Dyke en 1970, lo que le dio el encabezado del libro: "Zermattitis: una guía de músicos para ir cuesta abajo ágil". Fue anunciado hace poco por Wymer Publishing, como una versión especial con un DVD de una película extraña e única de Ashton Gardner & Dyke, que tiene dentro una actuación en directo del Festival de Jazz de Montreux de 1970.
Tony Ashton murió de cáncer el 28 de mayo de 2001 en su casa de Londres a la edad de 55 años.